# Líquido extracelular
O líquido extracelular (LEC), ocasionalmente chamado de meio extracelular, material  extracelular  ou espaço extracelular é todo  líquido corporal que se encontra no exterior das células, mas que faz parte do metabolismo de um organismo pluricelular.

## Características
É termo genérico e abrangente. Além do líquido intersticial, o sangue, o Líquido cefalorraquidiano, a linfa, o líquido surfactante pleural, o líquido peritoneal são exemplos de componentes do líquido extracelular. Seu conteúdo médio no corpo varia na base dos 15L - dos quais 3L se encontram na porção plasmática e 12L na porção intersticial.
A urina, por exemplo, apesar de encontrar-se dentro do organismo, não é constituinte do líquido extracelular por não fazer parte do metabolismo.
É através do líquido extracelular e de seus componentes que as células realizam suas trocas metabólicas.
Há diferenças constitucionais fundamentais entre o líquido extracelular e os líquidos intracelulares. Por exemplo, no organismo humano, o líquido intracelular é rico em íons Potássio, enquanto o líquido extracelular é pobre neste elemento. Por outro lado o líquido extracelular é, em geral, rico em íons Sódio sendo o líquido intracelular pobre neste. 
Mecanismos especiais para o transporte dos íons através das membranas celulares mantêm essas diferenças. Que são imprescindíveis para processos fisiológicos, tais como a propagação de potenciais de ação no sistema nervoso e em outros tecidos

## Conteúdo do líquido extracelular
Principais Cátions:
Sódio  (Na+ = 136-145 mEq/L)
Potássio (K+ = 3.5-5.5 mEq/L)
Cálcio (Ca2+ = 8.4-10.5 mEq/L)
Principais Ânions:
Cloreto (Cl- = 99-109 mEq/L)
Bicarbonato (HCO3- 22-26 mM)
O conteúdo do meio extracelular e do meio intracelular deve obrigatoriamente ser diferente para manter a homeostase metabólica; e.g valores aumentados da concentração de Potássio podem causar problemas sistêmicos devido seu importante papel na condução do potencial de ação e da contração muscular.